# Charles Howard, I conte di Nottingham
Charles Howard, I conte di Nottingham (1536 – 14 dicembre 1624), fu un nobile, politico e comandante dell'esercito inglese, noto per aver combattuto contro l'Invincibile Armata.

## La vecchia famiglia degli Howard
Gli Howard erano una famiglia della piccola nobiltà sassone che era assurta ai vertici della scena politica inglese in epoca Tudor quando riuscirono a piazzare sul trono due loro rampolle, Anna Bolena e Catherine Howard e nel bene e nel male agirono su un pezzo di storia inglese.
Dell'infanzia di Charles Howard non si sa molto.
Egli nacque nel 1536 da William Howard, I barone Howard di Effingham e da Margaret Gamage (morta il 18 maggio 1581). Suo nonno per parte di padre era Thomas Howard, II duca di Norfolk che era anche nonno di Anna Bolena, ne conseguiva che Charles e la regina decapitata nel 1536 fossero cugini e questo lo rendeva cugino di Elisabetta I d'Inghilterra più o meno sua coetanea, essendo maggiore di lui di soli tre anni.
Si crede che Charles abbia potuto studiare latino e francese presso la casa di uno dei suoi zii, Thomas Howard, III duca di Norfolk, in conformità ai costumi dell'epoca gli venne anche insegnata l'arte della calligrafia, un po' di diritto ed oltre alla penna imparò ad usare anche la spada. Quando fu in età servì poi come Paggio uno dei suoi cugini, Thomas Howard, IV duca di Norfolk.

## Da paggio a cavaliere
Nel 1558 Elisabetta I d'Inghilterra salì al trono e spedì Charles in Francia per assistere alla stipula della Pace di Cateau-Cambrésis nell'aprile del 1559 fra Spagna, Francia ed Inghilterra. Charles rimase sul continente come ambasciatore inglese a Parigi fino al dicembre 1562 quando la regina lo richiamò in patria per nominarlo custode delle sue proprietà presso Oatlands.
Poco dopo entrò alla Camera dei Comuni dove rappresentò il Surrey nel 1563 e nel 1572. Nel 1564 entrò nel Gray's Inn, una delle Inn's of court, laureandosi successivamente a Cambridge, all'epoca per un uomo del suo ceto era normale avvicinarsi agli studi di legge sia che si avessero o no ambizioni in tal senso.
Verso il 1569 cominciò a servire l'esercito e nello stesso anno soffocò una ribellione cattolica scoppiata nel nord del paese, mentre l'anno dopo ebbe l'ordine di scortare la regina di Spagna durante la sua visita di stato.
Il 1572 vide la sua nomina a cavaliere e l'anno dopo ereditò dal padre il titolo di Signore di Effingham, qualche anno dopo, nel 1576, divenne il mecenate dei The Admiral's Men, una nota compagnia teatrale che patrocinò fino al 1603. Sempre il 1572 vide la morte di suo cugino Thomas Howard, IV duca di Norfolk giustiziato con l'accusa di aver cospirato con Maria Stuarda per farla evadere, sposare e prendere quindi il trono ad Elisabetta. Thomas era membro dell'Ordine della Giarrettiera ed il posto da lui lasciato vacante venne occupato da Charles l'8 maggio del 1575 con una cerimonia a Windsor.

## Giudice e militare
Nel 1585 Charles venne nominato Lord High Admiral e la scelta della regina riscosse approvazione, come si evince da una lettera che l'ambasciatore francese scrisse a Francis Walsingham dove egli comunica i propri complimenti e prega di portare alla sovrana anche quelli del re per l'aver scelto un uomo capace.
L'anno seguente si dovette celebrare il processo ai cospiratori del complotto di Babington, un piano ordito dai cattolici per assassinare Elisabetta e porre sul trono Maria Stuarda. I congiurati vennero presto arrestati e giustiziati, restava da decidere cosa fare della sovrana il cui coinvolgimento nell'affare era tutto meno che sicuro. Charles venne incaricato di occuparsi del processo a Maria, compito tutt'altro che facile. La regina di Scozia era prigioniera degli inglesi da quasi vent'anni e periodicamente attorno a lei si riunivano nobili insoddisfatti o nostalgici cattolici pronti ad ordire trame per liberarla e porla sul trono d'Inghilterra.
Ogni volta queste trame venivano disfatte, ma Maria restava diventando sempre più ingombrante e più il tempo passava meno possibilità aveva Elisabetta di liberarla e meno ne aveva l'altra di uscirne viva. Il processo a Maria poneva un problema fondamentale: la legittimità dell'esercizio del potere giudiziario (nonché dell'esecuzione della pena), da parte degli organi preposti di una data nazione (peraltro in questo caso composti da cittadini, non afferenti alla nobiltà), sulla sovrana di un altro paese. La stessa Maria oppose una strenua resistenza, affermando che dei comuni sudditi non potevano giudicarla e che poteva farlo solo una corte di suoi pari, corte che ovviamente non sarebbe mai potuta essere creata né riunita.
Alla fine, il tribunale presieduto da Charles, che intanto continuava a dire ad Elisabetta di spostarsi di frequente perché si vociferava di altri attentati alla sua vita, decise che occorreva togliere di mezzo la bandiera che Maria stava diventando e la condannò a morte per alto tradimento.
Elisabetta non si risolse ad ordinare l'esecuzione della sentenza per quasi un anno, ben capendo che ordinare l'uccisione di un sovrano per quanto in catene era un pericoloso precedente e si mosse solo nel febbraio del 1587.
Ai primi di dicembre del 1587 Charles fu chiamato a prendere il mare per l'approssimarsi di una guerra con la Spagna di Filippo II di Spagna, chiamato a dare un parere sulle proposte di pace spagnole Charles disse che secondo lui erano solo trappole per prenderli alla sprovvista. Dopo che in luglio Francis Drake distrusse parte dell'Invincibile Armata le lotte continuarono fino ad settembre, mese in cui gli spagnoli vennero definitivamente sconfitti.

## La morte di Elisabetta
Nel 1596 gli spagnoli minacciarono un'altra invasione, così Elisabetta ordinò a Charles e a Robert Devereux, II conte d'Essex di stroncarla sul nascere, i due comandarono così una spedizione che si diresse verso Cadice dove la Spagna subì un'altra sconfitta il 20 giugno.
Lo stesso anno vide Charles insignito del titolo di Conte di Nottingham. Nel 1601 il conte di Essex si ribellò apertamente alla regina e Charles gli fu mandato contro, una volta raccolte le truppe a Londra gli andò incontro in campo aperto e lo catturò ed ancora una volta venne chiamato a presiedere un processo che si sarebbe concluso con una pena capitale comminata il 25 febbraio 1601.
Due anni dopo Charles rimase vedovo dopo quasi trent'anni di matrimonio di Catherine Howard, dama di compagnia, cugina e buon'amica della regina, che rimase molto scossa dalla sua morte. Ad Elisabetta successe il figlio di Maria, Giacomo I d'Inghilterra che incaricò Charles di occuparsi del Trattato di Londra (1604), l'anno dopo presiedette il processo a Guy Fawkes e agli altri cospiratori della Congiura delle polveri.

## Morte e discendenza
Da quel momento si ritirò a vita privata fino a quando morì ad 88 anni il 14 dicembre 1624.
Charles si sposò due volte, con la prima moglie Catherine Carey ebbe cinque figli:
- Frances Howard (morta l'11 luglio 1628), si sposò con Henry FitzGerald, XII conte di Kildare (1562-1º agosto 1597) e con Henry Brooke XI barone Cobham (22 novembre 1564-24 gennaio 1618)
- William Howard, III barone Howard di Effingham (27 dicembre 1577-28 novembre 1615)
- Charles Howard, II conte di Nottingham (17 settembre 1579-3 ottobre 1642)
- Margaret Howard
- Elizabeth Howard (morta il 31 marzo 1646), servì Elisabetta come dama di corte.

Sua seconda moglie fu Margaret Stuart (1591 circa-4 agosto 1639) con lei ebbe:
- Charles Howard, III conte di Nottingham (25 dicembre 1610-26 aprile 1681)
- Anne Howard, (nata nel 1612 circa)